# Rixheim
Rixheim es una localidad y comuna francesa, situada en el departamento de Alto Rin, en la región de Alsacia. Forma parte del área suburbana de la aglomeración de Mulhouse.

## Demografía
| 2 030 | 2 067 | 2 321 | 2 463 | 3 022 | 2 979 | 2 995 | 2 970 | 2 991 | 3 283 | 3 266 | 3 242 | 3 115 | 3 075 | 3 138 | 3 123 | 3 190 | 3 346 | 3 376 | 3 595 | 3 356 | 3 568 | 3 969 | 4 209 | 3 928 | 4 284 | 4 869 | 5 723 | 8 419 | 10 718 | 11 669 | 12 608 | 13 068 |
| Para los censos de 1962 a 1999 la población legal corresponde a la población sin duplicidades (Fuente: INSEE [Consultar]) |       |       |       |       |       |       |       |       |       |       |       |       |       |       |       |       |       |       |       |       |       |       |       |       |       |       |       |       |        |        |        |        |